# Сранан-тонго
Сурина́мська мо́ва (сур. Sranan Tongo) — мова жителів Суринаму, рідна мова для близько 400 000 осіб. Креольська мова.
Нині мова набула поширення серед інших громад країни, зокрема, голландської, яванської, індійської, індіанської і китайської. Більшість суринамців володіє нею як другою або третьою мовою. 
За межами Суринаму мову іноді помилково називають «Такі такі» (від англійського talk — говорити).

## Походження
Основу лексики складають англійська лексика, а також пізніші нідерландські запозичення, що з'явилися після окупації Суринаму Нідерландами в 1667 році.
Перші контакти західноафриканських негрів з європейцями, в тому числі, з англійцями, здійснювалися за допомогою набору португальських слів, деякі з яких увійшли до суринамської. Таким чином, суринамська мова є сумішшю англійської, нідерландської, португальської, а також центрально- й західноафриканських мов.
На початку свого розвитку суринамська була піджином, котрим говорили між собою суринамські раби, часто походили з різних районів Африки. Згодом, суринамська стала мовою спілкування між рабами та рабовласниками, так як рабам було заборонено говорити нідерландською.
Після того, як в Суринам як робочу силу були завезені представники інших етносів, суринамська мова стала лінгва франка для всієї країни.

## Сучасне становище
Хоча освіта в країні здійснюється нідерландською мовою, і використання суринамської не заохочується, ставлення влади до мови стало більш терпимим, особливо в 1980-ті роки під час правління диктатора Дезі Баутерсе, який часто виголошував нею промови. У наш час[коли?] суринамська мова широко використовується в Суринамі, особливо у неформальному спілкуванні, де часто змішується з нідерландською мовою. Наприклад, люди часто вітають один одного не формальним нідерландським «hoe gaat het», а суринамським «fa waka» — «як справи?».
Писемність для мови з'явилася наприкінці XIX століття. 15 липня 1986 року урядом Суринаму була введена офіційна орфографія. Деякі письменники, зокрема, Трефосса (Хенрі Франс де Зіл), використовують суринамську у своїй творчості. Другий куплет суринамського гімну виконується цією мовою.